# Lakshmi Mittal
Lakshmi Nivas Mittal  (लक्ष्मी निवास मित्तल) (n. 15 iunie 1950, satul Sadulpur, departamentul Churu din Rajasthan, India) este un miliardar indian, care locuiește în prezent în Kensington, Londra. Mittal se află pe locul 83 în clasamentul celor mai bogate persoane din lume, cu o avere estimată la 13,7 miliarde de dolari americani, după cum precizează revista Forbes.(in 2015)
Financial Times l-a numit pe Mittal Omul anului (eng: Person of the Year). În mai 2007, a fost numit de către revista Time, unul dintre cei mai influenți 100 de  oameni ai planetei.

## Tinerețea
Mittal a locuit în primii ani de viață în India, trăind împreună cu rudele sale fără încălțăminte și pe paturi de funii într-o casă construită de bunicul său. Familia sa, din casta Marwari Aggarwal, avea rădăcini umile; bunicul său lucrase pentru compania Tarachand Ghanshyamdas Poddar, una dintre cele mai mari companii din Marwari în vremea de dinaintea independenței Indiei. S-au mutat mai apoi în Calcutta unde tatăl său, Mohan, a devenit partener într-o fabrică de oțel și a făcut avere. Lakshmi era un elev sârguincios, iar colegii său îl descriau ca pe un elev cu mintea ascuțită și foarte bun la numere. A absolvit ca unul dintre cei mai buni studenți ai St. Xaviers din Kolkata cu o diplomă în Comerț pentru Afaceri și Contabilitate în anul 1969.
Lakshmi Mittal și-a început cariera  lucrând la fabrica de oțel a tatălui său din India și, în 1976, când familia a fondat propria afacere cu oțel, Mittal s-a ocupat de înființarea diviziei sale internaționale, începând cu cumpărarea unei fabrici aproape abandonate din Indonezia. La scurt timp după, s-a căsătorit cu Usha, fiica unui cămătar prosper. În anul 1994, datorită conflictelor cu tatăl și frații săi, și-a făcut propria divizie, preluând oprațiunile internaționale ale Mittal Steel, care era deja deținută de către familie. Familia lui Mittal nu a făcut niciodată public motivul pentru care s-au despărțit.  Totuși, zvonurile spun că motivul era instabilitatea financiară a unora dintre frați.

## Prezent
Pentru trei ani consecutivi, Mittal a fost cea mai bogată persoană din Marea Britanie și este președintele Consiliului de Directori și CEO ai Arcelor Mittal; Arcelor Mittal este cel mai mare producător mondial de oțeluri de grad jos și mediu, cu fabrici în Franța, Belgia, România, Bosnia-Herțegovina, Africa de Sud, Polonia, Republica Cehă, Indonezia, Kazahstan și Statele Unite.  La 13 iulie 2005 a fost făcut public faptul că a donat 2 milioane de lire sterline Partidului Laburist, iar pe 16 ianuarie 2007 a fost anunțat că a mai donat aceluiași partid încă 3 milioane de lire. Deși locuiește în străinătate de mulți ani, el susține ca va rămâne un indian.

## Avere personală
În martie 2007, Mittal s-a clasat pe locul 5 în clasamentul celor mai bogați oameni din lume întocmit de către Forbes Magazine (după ce în 2004 se clasa pe locul 61). Familia Mittal deține 44% din Arcelor Mittal, cea mai mare companie de oțel din lume.
Reședința sa din 18-19 Kensington Palace Gardens a fost cumpărată de la patronul Formula One Bernie Ecclestone în 2004 pentru suma de 57.1 milioane de lire sterline (105.7 milioane de dolari), cel mai mare preț plătit vreodată pentru o casă. În trecut, această casă a fost reședința lui Paul Reuter, fondatorul serviciului de știri Reuters.
Mittal are doi copii. Fiul său, Aditya Mittal, este CFO al Arcelor Mittal. Mittal a plătit peste 30 milioane de lire pentru nunta fiicei sale Vanisha în Vaux le Vicomte la 22 iunie 2004 și ceremonia de logodnă de la Palatul Versailles din 20 iunie 2004, cea mai scumpă nuntă din toate timpurile. A fost organizată și o seară  Bollywood, unde au interpretat superstaruri precum Rani Mukerji, Saif Ali Khan, Shahrukh Khan și Aishwarya Rai. Kylie Minogue a cântat de asemenea pe scenă.
Casa sa din Kensington, Londra, are marmură extrasă din aceeași carieră ca și cea folosită pentru construirea palatului Taj Mahal. Extravaganta etalare a bogăției este deseori numită și "Taj Mittal." 
De curând, Mittal a încercat să cumpere Barclays Premiership club din Birmingham, dar a refuzat să facă declarații despre acest subiect. Pe 25 iunie, omul de afaceri din Hong Kong, Carson Yeung a cumpărat un procent de 29.9% din Birmingham City ceea ce face o preluare completă a lui Mittal din ce în ce mai puțin probabilă.

## Acțiuni caritabile
După ce India a câștigat doar o medalie de bronz la Jocurile Olimpice din anul 2000, și o medalie de argint la Jocurile Olimpice din anul 2004, Mittal a înființat Mittal Champions Trust cu un buget de 9 milioane de dolari americani pentru a sprijini 10 atleți indieni cu potențial de nivel mondial.
Pentru Comic Relief 2007, el a mai donat încă odată suma strânsă (~1 milion de lire) în cadrul programului BBC, The Apprentice.

## Premii
- 1996: Steelmaker of the Year - New Steel
- 1998: Willy Korf Steel Vision Award - American Metal Market and PaineWeber’s World Steel Dynamics
- 2004: European Businessman of the Year - Fortune magazine
- 2006: Person of the Year - Financial Times